# Mario Kart World
Mario Kart World (マリオカートワールド, Mario Kāto Wārudo) és un videojoc de curses desenvolupat per Nintendo que va ser publicat per a la Nintendo Switch 2 el mateix dia del seu llançament, el 5 de juny de 2025. És el primer joc de la franquícia Mario Kart que inclou elements de món obert i permet fins a 24 personatges jugar en circuits alhora, el doble que el seu predecessor directe.

## Jugabilitat
Mario Kart World és un joc de curses on els jugadors, utilitzant personatges de la franqüícia Mario, condueixen karts en circuits tridimensionals i competeixen per arribar a la meta primers fent servir ítems que els garanteixen poders de temps limitat o trucs com les derrapades i els miniturbos.
Per primera vegada en la sèrie Mario Kart, es permet fins a 24 jugadors competir alhora i fer servir tècniques com salts de paret i lliscant sobre raïls per guanyar velocitat, volant o esquiant sobre l'aigua. També és el primer joc a incloure modes que facin ús de circuits oberts i permetin conduir fora de l'asfalt, ja que totes les pistes es troben interconnectades.

### Modes
- Grand Prix, el mode principal, on el jugador juga en quatre circuits en una cilindrada determinada (o en mode mirall) intentant arribar a les primeres posicions. El format és diferent en relació amb anteriors jocs: els quatre circuits no són completament independents entre si sinó que van connectats i el jugador ha de passar per diferents rutes que serveixen de transició.[4][5]
- Knockout Tour ("supervivència"), un mode competitiu en què els jugadors travessen diferents circuits del món obert de manera ininterrompuda i són eliminats quan arribin a un dels sis punts de control si es troben en les últimes quatre posicions.[6][7]
- Time Trials ("contrarellotge"), on els jugadors poden intentar fer els seus millors temps en un circuit, amb la possibilitat de competir contra personatges fantasma, que representen el rècord d'algun altre jugador.
- VS Race ("cursa competitiva"), que permet fins a quatre jugadors en mode local i vuit en línia amb normes personalitzades; és el mode per jugar els circuits de la manera tradicional.[8]
- Battle ("batalla"), amb dos submodes: Balloon Battle ("batalla de globus"), on els jugadors han d'intentar petar el màxim de globus possibles de la resta de jugadors, i Coin Runners ("corredors de monedes"), qui reculli més monedes guanya.
- Online Play ("joc en línia") permet a una o dues persones jugar amb gent aleatòria d'internet en quatre modes: Race ("cursa"), Knockout Tour, Battle i Friends (en aquest cas, només amb amics). Cada jugador té una puntuació que puja o baixa depenent del seu rendiment a les curses. Al mode Race, cadascú té l'opció de votar per competir en una ruta o bé en un circuit amb voltes tradicionals. Mentre esperen, poden fer voltes pel món obert.
- Free Roam ("mode lliure"), un mode d'aventura que permet dur a terme missions en el món obert, similar a Mario Kart DS.

### Personatges jugables
El joc inclou 50 personatges jugables, 32 dels quals són disponibles des de l'inici i la resta són desbloquejables completant diferents copes o recollint ítems de Kamek. Aquests últims desbloquegen personatges que representen obstacles o enemics que es poden trobar en els circuits disponibles, els anomenats "conductors NPC", molts d'ells controlables per primera vegada en la franqüícia Mario. De la llista total, 50 són personatges recurrents i 20 són nous a Mario Kart.
A més, hi ha disponibles vestits especials alternatius per als personatges principals; n'hi ha fins a 103, i es poden aconseguir recollint un ítem que representa menjar que es pot trobar en les carreres. A la llista següent, el petit número representa els vestits alternatius de què pot disposar. En negreta, vol dir que són personatges nous.
Conductors per defecte: 
- Mario9
- Luigi8
- Princesa Peach8
- Yoshi8
- Toad4
- Koopa Troopa5
- Bowser4
- Wario7
- Waluigi5
- Pauline1
- Baby Mario3
- Baby Luigi2
- Baby Peach4
- Baby Daisy4
- Toadette4
- Baby Rosalina4
- Shy Guy2
- Nabbit
- Planta Piranya
- Hammer Bro
- Monty Mole
- Goomba
- Sidestepper
- Cheep Cheep
- Dry Bones
- Wiggler
- Pokey
- Vaca
- Stingby
- Snowman
- Pingüí
- Para-Biddybud

Conductors desbloquejables:
- Princesa Daisy6
- Rosalina4
- Lakitu2
- Bowser Jr.3
- Birdo2
- King Boo3
- Donkey Kong1
- Spike
- Cataquack
- Pianta
- Rocky Wrench
- Conkdor
- Peepa
- Swoop
- Fish Bone
- Coin Coffer
- Dofí
- Chargin' Chuck

### Ítems
(Els noms són traduïts de manera literal de l'anglès, el joc no ha estat traduït al català.)
- Capsa d'ítems, pot incloure un ítem aleatori.
- Capsa d'ítems x2
- Moneda, dona un petit impuls, se'n poden recollir fins a 20.
- Pila de monedes, només es poden trobar en el mode Free Roam.
- Moneda blava, disponible només en certes àrees després de pitjar un interruptor P.
- Bosseta de menjar que permet desbloquejar vestits alternatius.
- Medalló Peach, un ítem recol·lectable.
- Closca daurada (nou ítem) que, en llençar-se, deixa un rastre de monedes en forma d'anell abans d'explotar.
- Kamek (nou ítem), una bola de vidre que invoca el personatge homònim, i fa que apareguin molts enemics d'un tipus, que el jugador es transformi en un d'ells, i que es desbloquegi el personatge per controlar-lo posteriorment.
- Bloc ?, fa aparèixer temporalment un bloc sobre el jugador que li dona monedes i en deixa pel circuit.
- Closca verda que, en llençar-se, segueix una línia recta amb la intenció d'impactar contra algun kart.
- Closca verda x3
- Closca vermella que, en llençar-se cap endavant, va a buscar el kart que tingui més proper amb la intenció d'impactar-hi.
- Closca vermella x3
- Closca de punxes que va a buscar qui estigui liderant la cursa en aquell moment per impactar-hi.
- Pell de plàtan que pot fer caure karts i serveix també de protecció si es du al darrere.
- Pell de plàtan x3
- Xampinyó, dona un petit impuls.
- Xampinyó x3
- Xampinyó daurat, dona petits impulsos durant uns segons.
- Mega xampinyó, fa el jugador gegant durant uns segons i pot atropellar a la resta.
- Ploma de capa, permet fer un petit salt per evitar alguns atacs o arribar a algun lloc amunt.
- Flor de foc, permet llençar boles de foc als oponents durant uns segons.
- Flor de gel, permet llençar boles de gel als oponents durant uns segons per fer-los perdre el control.
- Flor de boomerang, permet tirar quatre boomerangs.
- Estrella, dona invencibilitat al jugador durant uns segons.
- Superbotzina, emet una ona que pot destruir objectes i fer caure karts del seu voltant.
- Raig, empetiteix tots els karts que el jugador tingui al seu davant durant uns segons i els fa perdre els ítems.
- Martell, permet tirar múltiples martells a karts que el jugador tingui davant o darrere durant uns segons.
- Blooper, taca de tinta la vista dels jugadors que tingui davant durant uns segons.
- Bob-omb, una bomba que explota després d'uns segons o immediatament si es llença directament contra algú.
- Bullet Bill, transforma el jugador en un i l'envia directe a posicions més endavant travessant tots els obstacles.
- Boo, fa invisible i invencible al jugador durant uns segons mentre roba un ítem que tingui algú altre.

### Circuits
Comptant circuits amb variacions múltiples, Mario Kart World té 30 circuits o pistes, 16 de les quals són noves i 14 són adaptacions d'entregues anteriors. Aquest cop no es fa distinció entre circuits "nitro" o "retro" i les copes de Grand Prix poden incloure tant circuits nous com "antics". A més dels 30 circuits, hi ha 202 rutes que serveixen per connectar-los, fent que tot el joc tingui lloc en un sol món.
En el mode Knockout Tour, cada rally (Golden Rally, Ice Rally, Moon Rally, Spiny Rally, Cherry Rally, Acorn Rally, Cloud Rally i Heart Rally) consta de sis punts de control que consisteixen en un circuit cadascun. A continuació es llisten els circuits tal com estan configurats en el mode Grand Prix, en anglès i en la seva traducció literal al català.
| Copa                           | Circuit 1                                       | Circuit 2                                              | Circuit 3                                                      | Circuit 4                                       |
| ------------------------------ | ----------------------------------------------- | ------------------------------------------------------ | -------------------------------------------------------------- | ----------------------------------------------- |
| Mushroom Cup ("copa xampinyó") | Mario Bros. Circuit ("circuit Mario Bros.")     | Crown City ("ciutat corona")                           | Whistlestop Summit ("cim de l'estació de pas")                 | DK Spaceport ("port espacial DK")               |
| Flower Cup ("copa flor")       | DS Desert Hills ("muntanyes desertes")          | 3DS Shy Guy Bazaar ("bazar Shy Guy")                   | N64 Wario Stadium ("estadi Wario")                             | DS Airship Fortress ("fortalesa en l'aeronau")  |
| Star Cup ("copa estrella")     | DS DK Pass ("passatge DK")                      | Starview Peak ("cim per veure les estrelles")          | Switch/Tour Sky-High Sundae ("gelats sundae al cel ben amunt") | 3DS Wario Shipyard ("drassana d'en Wario")      |
| Shell Cup ("copa closca")      | SNES Koopa Troopa Beach ("platja Koopa Troopa") | Faraway Oasis ("oasi llunyà")                          | Crown City ("ciutat corona")                                   | Peach Stadium ("estadi Peach")                  |
| Banana Cup ("copa plàtan")     | GCN Peach Beach ("platja Peach")                | Salty Salty Speedway ("circuit de curses salat salat") | GCN Dino Dino Jungle ("jungla dino dino")                      | Great ? Block Ruins ("grans ruïnes del bloc ?") |
| Leaf Cup ("copa fulla")        | Cheep Cheep Falls ("salts d'aigua Cheep Cheep") | Dandelion Depths ("profunditats dent de lleó")         | Boo Cinema ("cine Boo")                                        | Dry Bones Burnout ("calentada del Dry Bones")   |
| Lightning Cup ("copa llampec") | Wii Moo Moo Meadows ("prats muuu muuu")         | N64 Choco Mountain ("muntanya de xocolata")            | Wii Toad's Factory ("fàbrica d'en Toad")                       | Bowser's Castle ("castell d'en Bowser")         |
| Special Cup ("copa especial")  | Acorn Heights ("alçades aglà")                  | SNES Mario Circuit ("circuit d'en Mario")              | Peach Stadium ("estadi Peach")                                 | Rainbow Road ("camí de l'arc de Sant Martí")    |

## Actualitzacions
- 1.1.0 - 4 de juny de 2025 - Una actualització de dia 1 que habilita les funcions en línia, inclòs "CameraPlay", per poder incloure les cares dels jugadors en la mateixa partida, i que fa que alguns personatges desbloquejables ja apareguin com a disponibles d'entrada.[14]
- 1.1.1 - 18 de juny de 2025 - Arregla diversos errors de programació.
- 1.1.2 - 25 de juny de 2025 - Entre d'altres, aplica canvis al mode en línia sobre com s'escullen els circuits.

## Desenvolupament
Nintendo va començar a prototipar Mario Kart World per a la Nintendo Switch el març de 2017, just abans de l'estrena de Mario Kart 8 Deluxe. A finals d'any, Nintendo EPD va començar a treballar-hi oficialment. Kosuke Yabuki, el productor de la sèrie, volia una entrega nova amb una fórmula de jugabilitat diferent de les anteriors, amb un món obert, perquè creia que la fórmula tradicional ja es va perfeccionar del tot amb Mario Kart 8 Deluxe, i per això el nom continuista Mario Kart 9 ja es va descartar des del principi. El fet que 24 personatges es trobessin en un mateix circuit donava problemes de rendiment a la Switch així que, el 2020, es va decidir que aquest seria un joc per a la Switch 2. El "passi de pistes extres" que va anar sortint en onades per a Mario Kart 8 Deluxe va servir com a mesura per poder donar més temps al desenvolupament de Mario Kart World.
És el primer joc on diversos dels personatges jugables provenen d'obstacles dels mateixos circuits del joc, com la vaca de Moo Moo Meadows, que protagonitzava un dibuix del director artístic Masaaki Ishikawa que va agradar als desenvolupadors. Fins a 200 arranjaments, alguns d'originals i d'altres inspirats en sintonies clàssiques de la franquícia, van ser creats per l'equip musical de Nintendo que també va treballar en Mario Kart 8 i també per compositors externs −per primera vegada en la sèrie− com la banda de jazz fusió Dezolve i T-Square.
Després d'anys de rumors sobre un nou Mario Kart des de l'estrena de Mario Kart 8 Deluxe (2017), el joc va ser mostrat públicament per primer cop el 16 de gener de 2025, junt amb l'anunci de la Switch 2; el seu títol, la data de llançament i un tràiler van ser revelats el 2 d'abril en una transmissió Nintendo Direct.

## Recepció
Mario Kart World va rebre crítiques generalment positives tal com demostra la puntuació mitja de 86 sobre 100 de l'agregador de ressenyes Metacritic, basat en 111 anàlisis. Al Japó, quatre crítiques de Famitsu van donar-li un 9 sobre 10, esdevenint un total de 36 sobre 40. IGN va destacar-ne la jugabilitat millorada i els controls, la banda sonora i el mode Knockout Tour, tot i ser excèptic amb les "limitacions del multijugador en línia", algunes "decisions de disseny sobre la interfície i els desbloquejables" i el mode Free Roam per la seva execució "inusual". Destructoid va considerar que entrava en l'excel·lència i que podria ser el millor Mario Kart de la història, destacant-ne el mode Knockout Tour, l'exploració en món obert i el contingut desbloquejable. The Guardian, amb una puntuació perfecta, va destacar la "vasta i rídicula" de personatges jugables.
El fet que el joc costés 80$ (90€ en format físic a Espanya), 20 dòlars més que el preu estàndard dels jocs de Switch i del que acostumen a costar els jocs AAA, va ser àmpliament criticat a les xarxes socials. També en va rebre l'actualització 1.1.2, que va fer canvis dràstics en el mode en línia que pràcticament va eliminar la possibilitat de competir en circuits clàssics de tres voltes, fent que els "circuits d'entremig" fossin més freqüents, forçant una determinada manera de jugar a tots els usuaris.

### Vendes
Famitsu va informar que Mario Kart World va vendre 782.566 còpies físiques al Japó durant els seus quatre primers dies. A data de 22 de juny, ja n'hi havia venut 1.000.044. Segons l'analista Mat Piscatella, va ser venut amb gairebé el 79% de l'1,1 milió d'unitats de Switch 2 als EUA, és a dir, 869.000 còpies físiques. Va vendre també a la vora de 95.000 còpies a Espanya.